# Europastraße 511
Die Europastraße 511 (E 511) ist eine etwa 99 Kilometer lange Europastraße des Zwischennetzes, die Courtenay an Sens vorbei mit Troyes verbindet. Sie verläuft in etwa in West-Ost-Richtung beginnend an der Autoroute A6 (Europastraße 15) und schließt hier an die Europastraße 60 an, die der A 6 in südöstlicher Richtung folgt. Sie benutzt zunächst den nordöstlichen Abschnitt der Autoroute A19 bis zu deren Ende an der Autoroute A5, der sie, zugleich als Europastraße 54,  in östlicher Richtung weiter folgt, die Stadt Troyes im Süden umgeht, bis sie an der Einmündung der Autoroute A26 endet, die zusammen mit dem weiteren Verlauf der A 5 die Europastraße 17 bildet. Damit bildet der 29 Kilometer lange Abschnitt zwischen der A 6 und der A 5 zwischen Courtenay und Sens den einzigen Abschnitt, der nicht zugleich einer anderen Europastraße zugeordnet ist.